# Unità di misura turche tradizionali
L'elenco di unità di misura turche tradizionali, o unità di misura ottomane, è l'insieme delle unità di misura utilizzate correntemente all'interno dei territori dell'Impero ottomano.

## Storia
L'Impero Ottomano (1299-1923), predecessore della moderna Turchia, è stato uno dei 17 firmatari della Convention du Mètre del 1875. Per 58 anni sono state in uso sia le unità di misura tradizionali che internazionali, ma dopo la proclamazione della Repubblica Turca, le unità tradizionali divennero obsolete. Nel 1931, con legge N. 1782, le unità internazionali divennero obbligatorie e l'uso di quelle tradizionali fu vietato a partire dal 1º gennaio 1933.

## Elenco delle unità
Lunghezza
| Nome locale    | In italiano | Equivalenza | Nelle unità moderne |
| -------------- | ----------- | ----------- | ------------------- |
| nokta          |             |             | 0,219 mm            |
| hat            |             | 12 nokta    | 2,63 mm             |
| parmak         |             | 12 hat      | 3,157 cm            |
| kerrab o kirab |             |             | 4,25 cm             |
| rubu o urup    |             | 2 kerrab    | 8,50 cm             |
| ayak o kadem   |             | 12 parmak   | 37,887 cm           |
| endaze         |             |             | 65 cm               |
| arşın          |             |             | 68 cm               |
| zirai          |             | 2 ayak      | 75,774 cm           |
| kulaç          |             |             | 1,8288 m            |
| berid o menzil |             | 600 ayak    | 227 m               |
| eski mil       |             | 5.000 ayak  | 1.894,35 m          |
| fersah         |             | 3 eski mil  | 5,685 km            |
| merhale        |             | 200 berid   | 45,480 km           |

Area
| Nome locale | In italiano | Nelle unità moderne |
| ----------- | ----------- | ------------------- |
| eski dönüm  |             | 919 m²              |
| büyük dönüm |             | 2.720 m²            |

Volume
| Nome locale     | In italiano | Equivalenza | Nelle unità moderne |
| --------------- | ----------- | ----------- | ------------------- |
| şinik           |             |             | 0,00925 m³          |
| kile (İstanbul) |             | 4 şinik     | 0,037 m³            |

Peso
| Nome locale | In italiano | Equivalenza | Nelle unità moderne |
| ----------- | ----------- | ----------- | ------------------- |
| kırat       |             |             | 0,2004 g            |
| dirhem      |             | 16 kırat    | 3,207 g             |
| okka        | occa        | 400 dirhem  | 1,282 kg            |
| miskal      |             | 1,5 dirhem  | 4,81 gr             |
| batman      |             | 6 okka      | 7,697 kg            |
| kantar      |             |             | 56,449 kg           |
| çeki        |             | 4 kantar    | 225,789 kg          |

## Tempo
Il calendario tradizionale dell'Impero ottomano era, come nella maggior parte dei paesi musulmani, il calendario Hijri. Il calendario Hijri conta dall'anno 622 dell'era cristiana, con una durata dell'anno di 12 mesi lunari, cioè circa undici giorni più corto di un anno solare. Nel 1839, tuttavia, è stato adottato, per questioni ufficiali, un secondo calendario. Il nuovo calendario, che è stato chiamato calendario Rumi, iniziava anche dal 622, ma con una durata annuale pari ad un anno solare dopo il 1840. Nella Turchia moderna, è stato adottato il calendario gregoriano come calendario legale, a partire dalla fine del 1925. Il calendario Hijri viene ancora utilizzato quando si parla di date in un contesto islamico.